# Zoe Lofgren
Zoe Lofgren, née Sue Lofgren le 21 décembre 1947, est une femme politique américaine, membre du Parti démocrate et représentante de la Californie au Congrès des États-Unis depuis 1995.

## Biographie
Elle étudie le droit à l'université de Santa Clara.
Lors du 117e congrès, elle est choisie par Nancy Pelosi pour être l'une des neufs membres de la commission d'enquête parlementaire sur l'assaut du Capitole du 6 janvier.
Après que Donald Trump ait affirmé que les membres de la commission d'enquête sur le 6 janvier devraient faire l'objet de poursuites judiciaires, elle reçoit une grâce préventive destinée à empêcher de telles poursuites de la part de Joe Biden le 20 janvier 2025, dernier jour de sa présidence,.